# Rosendals iskällare

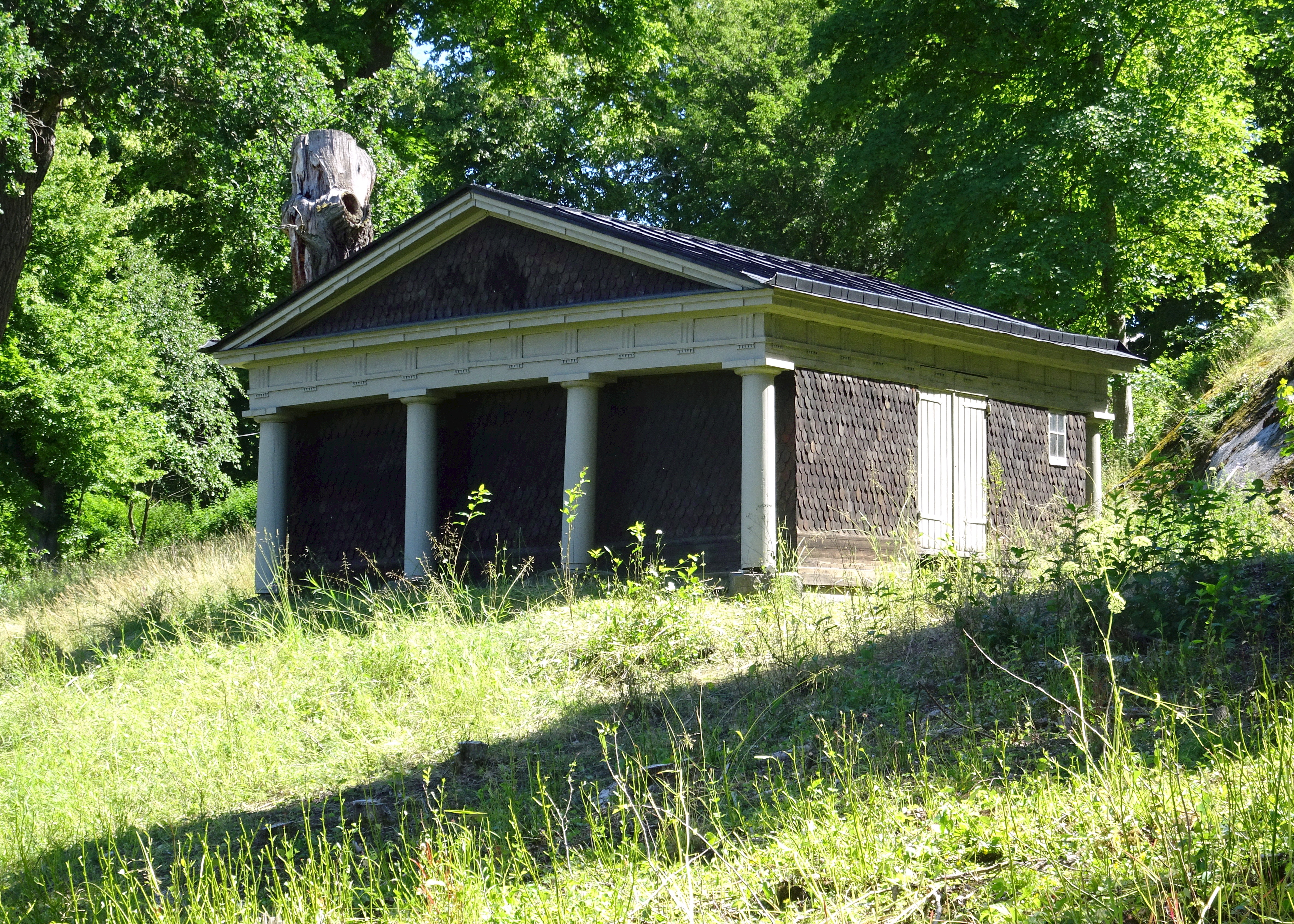
Rosendals iskällare juli 2020.

Rosendals iskällare är en byggnad ritad av arkitekt Fredrik Blom i anslutning till Rosendals slott på Södra Djurgården i Stockholm. Byggnaden är blåmärkt av Stadsmuseet i Stockholm, vilket innebär "att bebyggelsen bedöms ha synnerligen höga kulturhistoriska värden".

## Beskrivning

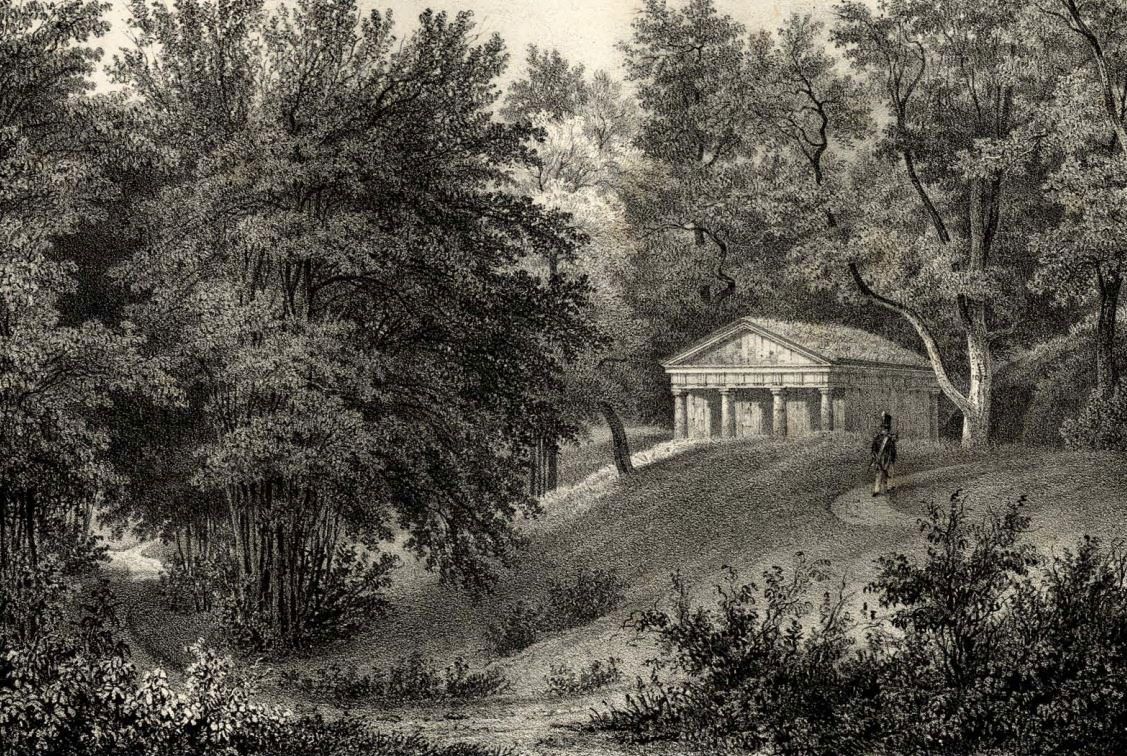
Rosendals iskällare, 1830-tal.

Skyddat från solstrålning och i en norrsluttning intill en bergvägg vid Rosendalsvägen finns iskällaren för Rosendals slott. Den tempelliknande byggnaden uppfördes för kung Karl XIV Johan och ritades av arkitekt Fredrik Blom, som även stod som arkitekt för hela slottsbygget Rosendal. I byggnaden förvarades mat och dryck till de kungliga representationerna på slottet. 
Iskällaren är en konstruktion av Blom. Han hade tidigare ritat iskällare för militären.  Byggnaden gestaltade han som ett litet tempel med kolonner i dorisk ordning, fyra på varje gavelsida. Fasaderna är klädda med tjärat spån. Rosendals iskällare är välisolerat och utrustat med slussar så att sommarvärmen hölls utanför när någon skulle beträda eller lämna byggnaden. Det fanns även ett snillrikt dräneringssystem, som gjorde att smältvatten från isblocken kunde rinna ut. 
Isblocken, helst kärnis, hämtades i januari eller februari med häst och släde från intilliggande Djurgårdsbrunnsviken. I mars var all is på plats och årets ölförråd stuvades in. Under sommaren hade man tillgång till kall dryck och ett kylt matförråd. På hösten hade isen smält och iskällaren torkades ur som därefter kunde nyttjas som skafferi för produkter från Rosendals trädgård.